# Jeanne Hersch
Jeanne Hersch (Genebra, 13 de julho de 1910 — Genebra, 5 de junho de 2000) foi uma filósofa suíça de origem polonesa-judaica, cujas obras trataram do conceito de liberdade. Ela era filha de Liebman Hersch.

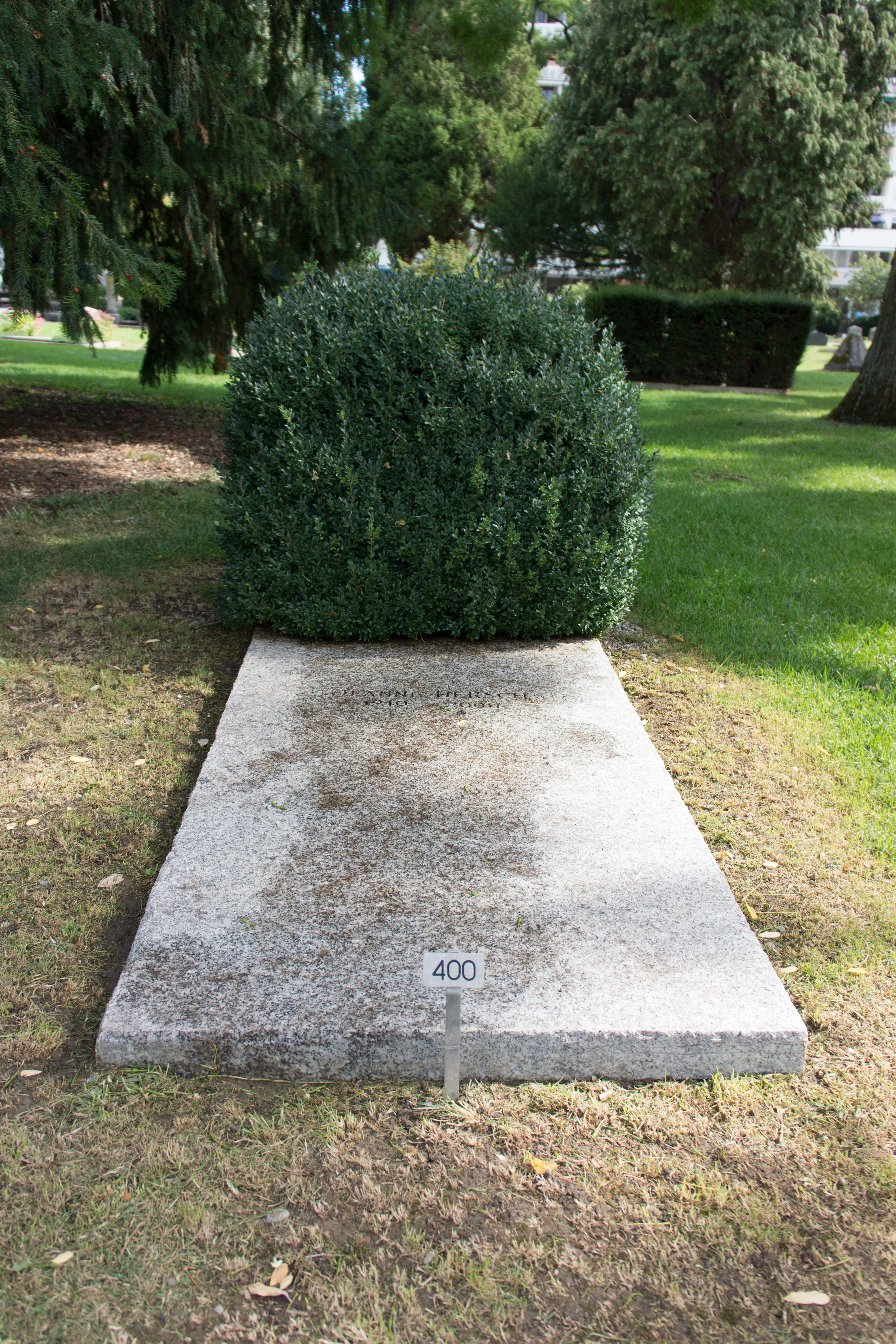
Sepultura de Jeanne Hersch no Cimetière des Rois em Genebra

## Vida
Ela estudou com o existencialista Karl Jaspers na Alemanha no início dos anos 1930. Em 1956, foi nomeada professora da Universidade de Genebra, uma das primeiras mulheres a ocupar tal cargo em uma universidade suíça, ocupando o cargo até 1977. De 1966 a 1968, ela chefiou a divisão de filosofia da UNESCO, e foi membro de sua comissão executiva de 1970 a 1972.
Em 1968 ela editou Le droit d'être un homme, une anthologie mondiale de la liberté - "Direito de primogenitura do homem: uma seleção de textos" em francês (traduzido para o inglês em 1969 e também em grego), uma antologia de escritos sobre direitos humanos, republicados em francês em 1984 e 1990.
Recebeu em 1987 a Medalha Albert Einstein.

## Obras
- L’illusion philosophique. Paris: Alcan, 1936.
  - Alemão: Die Illusion. Der Weg der Philosophie. Erkenntnis, Wissen und Bildung. Übersetzt von Ernst von Schenk, com prefácio de Karl Jaspers, Bern, Francke (Dalp TB 320), 1956.
- Temps alternés. Fribourg, Librairie de l’Université de Fribourg, 1942. (einziger Roman von Jeanne Hersch). 3. Aufl.: Vevey, Editions Bertil Galland, 1976; 4. Aufl.: Genf, Editons Métropolis, 1990.
  - Alemão 1: Begegnung. Roman Übersetzt von Margrit Huber-Staffelbach. Huber, Frauenfeld 1975, ISBN 978-3-7193-1153-7. (tradução parcial)
  - Alemão 2: Erste Liebe. Übersetzt von Irma Wehrli. Mit einem biographischen Nachwort von Charles Linsmayer. Verlag: Huber & Co. AG Buchverlag, Frauenfeld 2010, ISBN 3-7193-1539-8
- L’être et la forme. Dissertation. Neuenburg: Editions La Baconnière, 1946.
  - "Menschsein, Wirklichkeit, Sein". Hrsg. Rudolf zur Lippe; übersetzt von Gerhard Müller. Berlin: Akademie-Verlag, 1995, ISBN 3-05-002783-5 (Teilübersetzung)
- Idéologies et réalité. Essai d'orientation politique. Paris: Plon, 1956.
  - Alemão: Die Ideologien und die Wirklichkeit. Versuch einer politischen Orientierung. Übersetzt von Ernst von Schenk. München, Piper-Verlag 1957. Weitere Ausgabe: Zurique: Buchclub Ex Libris, 1976.
- Aktuelle Probleme der Freiheit (Liberté/Freiheit/Freedom/Libertad), Schweizerisches Ostinstitut, Berna 1973 (viersprachig).
- Karl Jaspers. Lausanne, Édition L'Âge d'Homme, 1979 e 2007.
  - Alemão: Karl Jaspers. Eine Einführung in sein Werk. Übersetzt von Friedrich Griese. Piper (SP 195), Munique 1980.
- L’étonnement philosophique (De l’école Milet à Karl Jaspers). Radio Television Romande / Internationale Radio-Universität. 1977–1978.
  - Alemão: Das philosophische Staunen. Einblicke in die Geschichte des Denkens. Benziger, Zurique 1981. Taschenbuchausgabe München, Piper-Verlag, 1989
  - französisch: L'étonnement philosophique. De l'école Milet à Karl Jaspers. Paris: Gallimard, 1993 et 1999, ISBN 2-07-032784-1
- L’ennemi c’est le nihilisme. Antithèses aux Thèses de la Commission fédérale pour la jeunesse Genève: Georg, 1981, ISBN 2-8257-0085-1
  - Alemão: Der Feind heisst Nihilismus. Antithesen zu den „Thesen zu den Jugendunruhen 1980“ der Eidgenössischen Kommission für Jugendfragen. Schaffhausen: Meili, 1982.
- Gabrielle et Alfred Dufour: Éclairer l’obscur. Entretiens avec Gabrielle et Alfred Dufour / Jeanne Hersch. Lausanne, Editions L’Age d’Homme, 1986.
  - Gabrielle e Alfred Dufour: "Schwierige Freiheit. Gespräche mit Jeanne Hersch." Übersetzt von Elfriede Riegler. Zurique, Benziger Verlag 1986
- Temps et musique. Fribourg: Le feu de nuict, 1990.

### Antologias
- Die Unfähigkeit, Freiheit zu ertragen. Aufsätze und Reden. Benziger, Zurique 1974.
- Die Hoffnung, Mensch zu sein. Essays. Benziger, Zurique 1976; 5. Aufl. 1990
- Von der Einheit des Menschen. Essays. Benziger, Zurique 1978 e Buchclub Ex Libris, 1980
- Quer zur Zeit. Essays. Benziger, Zurique 1989.
- Im Schnittpunkt der Zeit. Essays. Benziger, Zurique 1992.
- Textes. Fribourg: Le feu de nuict, éditeur, 1985.
- L'exigence absolue de la liberté : textes sur les droits humains (1973-1995), Mētis Presses, coll. « Voltiges », 2008, ISBN 2-940406-06-5.
- Erlebte Zeit. Menschsein im Hier und Jetzt. Monika Weber und Annemarie Pieper (Hrsg.), Verlag NZZ Libro, Zurique 2010, ISBN 978-3-03823-597-2.
- "Ausgewählte philosophische Schriften 1. Schriften zur theoretischen Philosophie e Philosophiegeschichte"; herausgegeben von Silvan Imhof, Jean Terrier e Urs Marti-Brander. Basel: Schwabe Verlag, 2020, ISBN 978-3-7965-4050-9
- "Ausgewählte philosophische Schriften 2. Schriften zur politischen Philosophie"; herausgegeben von Silvan Imhof, Jean Terrier e Urs Marti-Brander. Basel: Schwabe Verlag, 2020, ISBN 978-3-7965-4091-2

### Como editora ou colaboradora
- Gesamtschule. Praktische Aspekte der inneren Schulreform. Herausgegeben vom Bernischen Lehrerverein, Haupt (UTB 140), Bern e Stuttgart 1972.
- Le droit d'être un homme. Recueil de textes préparé sous la direction de Jeanne Hersch. UNESCO, Payot 1956 Paris, Lausanne: Unesco Payot, 1968. (Publié pour marquer le 20e anniversaire de la Déclaration universelle des droits de l'homme.)
  - Alemão: Das Recht ein Mensch zu sein. Leseproben aus aller Welt zum Thema Freiheit und Menschenrechte. Idee, Konzept e Auswahl von Jeanne Hersch, im Auftrag der UNESCO. Helbing & Lichtenhahn, Basel 1990, ISBN 978-3-7965-1228-5.
- Karl Jaspers – Philosoph, Arzt, politischer Denker. Symposium zum 100. Geburtstag in Basel und Heidelberg. Piper, München 1986.
- La Suisse, État de droit : le retrait d'Elisabeth Kopp, (J. Hersch, Hrsg..) Lausanne, L'Âge d'Homme, 1991, ISBN 2-8251-0186-9.
  - Rechtsstaat im Zwielicht – Elisabeth Kopps Rücktritt. Meili, Schaffhausen 1991, ISBN 3-85805-153-5.